# Liste von Jugendorchestern
Dies ist eine Liste von Jugendorchestern:
Deutschland
- Bundesjugendorchester
- Junge Philharmonie Brandenburg
- Jugendsinfonieorchester Leipzig
- Deutsche Streicherphilharmonie
- Jugendorchester Havixbeck
- Jugendsinfonieorchester Köln
- Jugendrotkreuzorchester Meiningen
- Odeon-Jugendsinfonieorchester München
- Symphonie-Orchester Crescendo München
- Niedersächsisches Jugendsinfonieorchester
- Nürnberger Jugendorchester
- Landesjugendblasorchester Rheinland-Pfalz
- Landesjugendsinfonieorchester Hessen
- Junges Kammerorchester Stuttgart
- Zentrales Musikkorps der FDJ und der Pionierorganisation Ernst Thälmann der DDR
- Jugendsinfonieorchester Berlin (mit Sitz am Georg-Friedrich-Händel-Gymnasium)

weitere
- Australisches Jugendorchester
- Gustav Mahler Jugendorchester
- Jugendorchester der Europäischen Union
- Orquesta Sinfónica Simón Bolívar de Venezuela (Jugendorchester bis 2011)
- Jugendsinfonieorchester Niederösterreich
- Knabenmusik Basel
- Siam Sinfonietta, Thailand
- Stringendo Zürich